# Lea (rivière)
Pour les articles homonymes, voir Lea.
Ne pas confondre avec le fleuve Lee en Irlande
La rivière Lea (ou Lee) est une rivière parcourant Londres et un affluent gauche du fleuve la Tamise.

## Géographie
De 85 km de longueur, la Lea prend sa source près de Luton (Bedfordshire) et coule vers le sud-est puis vers le sud. Elle marque la limite entre les comtés de l'Essex d'une part, et de l'Hertfordshire et du Middlesex d'autre part. Elle rejoint la Tamise à Londres, dans l'East End au nord-est de l'île aux Chiens.

### Bassin versant
Son bassin versant est de 1 420 km2.

## Hydrologie
Son régime hydrologique est dit pluvial océanique.

## Aménagements et écologie

### Histoire
De 1608 à 1613, des travaux furent menés par Hugh Myddelton (en) pour creuser une dérivation de la Lea qui amène l'eau potable en plein centre de Londres. Cette dérivation fut appelée New River et continue d'approvisionner la capitale,.
En 2012, dans le cadre du réaménagement de l'East End londonien en vue d'accueillir les Jeux olympiques, la rivière Lea et ses alentours sont fortement réaménagés, car Stratford accueille la plus grande partie des installations olympiques. La rivière est dépolluée grâce à l'utilisation de peroxyde d'hydrogène.

## Musique
Le 20 novembre 2015, Adele sort son troisième album 25, comprenant une chanson intitulée "River Lea" dont les paroles font référence à la rivière comme un symbole d'histoire et le changement.